# Brindisi Szent Lőrinc
Brindisi Szent Lőrinc, születési nevén Giulio Cesare Russo, (Brindisi, 1559. július 22. – Lisszabon, 1619. július 22.) olasz kapucinus szerzetes, pap, egyháztanító teológus, a tridenti zsinat utáni katolikus megújulás jelentős alakja.

## Élete
A minoritáknál tanult. Szülei halála után nagybátyjához került, Velencébe. Itt 1575-ben belépett a kapucinusok rendjébe, és megkapta a Lőrinc nevet. Veronában volt novícius, majd 1576. március 24-én örök fogadalmat tett. Rendi tanulmányait a padovai egyetemen és Velencében végezte. Egészen kivételes nyelvkészségével fejből megtanulta a Szentírást héberül és görögül, ezenkívül megtanult németül, csehül, spanyolul és franciául is. 1582. december 18-án pappá szentelték, a rend teológia tanára lett, és hitszónok. 1586-ban guárdián és novíciusmester. 1589-ben választották meg a toszkán rendtartomány főnökévé.
VIII. Kelemen pápa meghívására 1592 és 1594 között a római zsidók között térített szónoklataival. 1594-ben a velencei, 1598-ban pedig a svájci rendtartomány főnöke lett, közben 1596 és 1599 között a rendfőnökség mellett definitor generalis.
1599-ben Prágában (az akkori birodalmi fővárosban) volt misszionárius. A protestánsok és a hatóságok ellenségeskedése és a fenyegető járvány ellenére nagy hatással dolgozott.
A csókakői csatában (1601. október 24.) Lőrinc Kapisztrán Szent Jánoshoz hasonlóan, döntő szerepet játszott. Az elfogott török tisztek azt vallották, hogy Lőrincet 5-6 méter magasnak látták, amint kereszttel a kezében bátorította a katonákat. A többszörös túlerővel fölvonuló törökök legyőzésével szabad volt az út Székesfehérvár felszabadításához.
Visszatért Itáliába, ahol 1602. május 24-től általános rendfőnök lett. A katolikus Európát három év alatt gyalog bejárta, káptalanokat tartott, és helyreállította a kolostori fegyelmet. Csehországban, Ausztriában és Németországban heves összecsapásai voltak a militáns protestánsokkal, akik közül sokat visszatérített. A kapucinusok a 16. és 17. század fordulóján Lőrinc vezetésével telepedtek le a Habsburg Birodalomban (pl. 1606: Linz, 1622: Bécs, 1623: Bécsújhely, 1636: Gmund am Tegernsee).
V. Pál pápa 1606-ban visszarendelte Rómába. Itt három évig prédikált, és sikeresen közvetített békét európai uralkodók, és a főpapok között. A pápaság körüli vitákban Lőrinc összeütközésbe került a szervita szerzetes Paolo Sarpival, aki nagyon szenvedélyesen vitázott, és a pápa elleni gyűlölet úgy elvakította, hogy szövetségbe akarta tömöríteni a pápa ellen az összes protestáns fejedelmet, és attól a gondolattól sem riadt vissza, hogy általános háborút robbantson ki. „A 17. században ő volt a pápaság legveszedelmesebb irodalmi ellenfele” – mondja Hubert Jedin egyháztörténész. Utolsó csepp erejét is a pápaság elleni gyűlölet kifejezésére használta. Öreg korában, amikor már kitört a harmincéves háború, még kiadott egy támadó művet a pápaság ellen A trienti zsinat története címmel. E vitában Lőrinc is szerepet kapott, de ő nem támadta meg nyíltan Sarpit. A Velence és Róma között folyó elkeseredett vitában Lőrinc inkább a higgadt békeközvetítő szerepét vitte. Amikor Velencében tartózkodott, szegény szerzetesi cellájában a legmagasabb rangú vezetők keresték fel, hogy tanácsot kérjenek tőle.
1609 júniusában a bajor herceg és a pápa követeként Madridba ment, és a Katolikus Liga számára megnyerte III. Fülöp spanyol királyt.
1610 és 1613 között Münchenben I. Miksa bajor herceg udvarában volt szentszéki követ, 1611-1612-ben a bajor és tiroli kapucinusok felügyelője. 1613 tavaszán visszatért Itáliába, majd újra definitor generalis lett. Piemontban és Liguriában vizitátor. 1619-ben a rendi káptalan Brindisibe küldte. Útközben a nápolyiak fölkérték, hogy legyen követük a spanyol III. Fülöpnél, hogy segítse őket az alkirály visszaéléseivel szemben. Az alkirály fenyegetései miatt hónapokig vesztegelnie kellett Genovában, és csak 1619. májusának végén érkezett Lisszabonba III. Fülöphöz. A már jó irányba tartó tárgyalások befejezését betegsége és halála akadályozta meg.
Lőrinc kiváló biblikus és hebraista volt. Életműve 15 kötet (Opera omnia. Padova, 1928-1956), ebből 11 kötet latin nyelvű, zömében szentírási szakaszokról elmondott szentbeszédeket és homíliákat tartalmaz (Mariale, Quadragesimale 1-4. köt., Adventus, Dominicalia, Sanctorale). Ezek fő jellegzetessége a filológiai alaposság, a bibliai kifejezések eredeti értelméhez való visszatérés, a biblikus hitvédelem pozitív módszerének alkalmazása. Egyszerű, pátosz nélküli stílusa rendkívül modernnek hat ma is. Beszédei közül a legnevezetesebbek a Máriáról szóló prédikációi és a Genezis könyvének első részét elemző homiliái, amelyek egyszerre remekei a barokk kor biblikus filológiájának és kibontakozó lelkiségének is. Más műveiben elsősorban Luther alakjáról és a lutheranizmus teológiai felfogásáról fejtette ki nézeteit, de készített kommentárt Ezékiel prófétához és írt művet az imádság erejéről is. Explanatio in Genesim című műve a biblikus kozmogónia egyik legkiválóbb kifejtése.
Hitvitázó iratokat is szerkesztett, amelyek között a legfontosabb a két kötetes Lutheranismi Hypotyposis, melyet Polycarp Leyser drezdai udvari protestáns prédikátor tanai ellen írt, de annak halála miatt nem adta ki a könyvet.
1783. május 23-án avatták boldoggá. 1881. december 8-án pedig XIII. Leó pápa a szentek közé iktatta (a szentté avatáson a nagy képeken bemutatott két csoda közül az egyik a csókakői csata jelenete volt). 

1959. március 19-én XXIII. János pápa egyháztanítóvá avatta. Az Apostoli Tanító (doctor apostolicus) megtisztelő címe apostoli életmódjára, és arra a missziós tevékenységre utal, amelyet egész Európában kifejtett.
Ünnepe: július 21.